# NGC 908
NGC 908 je galaksija u zviježđu Kit.

## Vanjske poveznice
- SEDS: NGC 908